# Convoi HX 15
Le convoi HX 15 est un convoi passant dans l'Atlantique nord, pendant la Seconde Guerre mondiale. Il part de Halifax au Canada le 6 janvier 1940 pour différents ports du Royaume-Uni et de la France. Il arrive à Liverpool le 19 janvier 1940.

## Composition du convoi
Ce convoi est constitué de 24 cargos :
- Royaume-Uni : 21 cargos
- France : 1 cargo
- Grèce : 1 cargo
- Panama : 2 cargos

Un des cargos britannique Athelcrown a des problèmes de machinerie et retourne au port. Il ne partira que le 27 avril 1940 avec le convoi HX 39.

## L'escorte
Ce convoi est escorté en début de parcours par :
- les destroyers canadiens : HMCS Fraser (en) et HMS Comet
- le cuirassé britannique : HMS Resolution

## Le voyage
Les deux destroyers canadiens font demi tour le 7 janvier. Le cuirassé reste seul pour la traversée jusqu'au 18 janvier. Ce même jour, les destroyers HMS Vanessa (en), HMS Vanquisher (en) et HMS Wren (en) renforcent l'escorte jusqu'à l'arrivée.
Le convoi arrive sans problème.